# Sait-on jamais...
Pour plus de détails, voir Fiche technique et Distribution.
Sait-on jamais... est un film franco-italien réalisé par Roger Vadim et sorti en 1957.

## Synopsis
À Venise, le reporter Michel Lafaurie tombe amoureux de Sophie, une jeune Française. Celle-ci est la protégée d’Eric Von Bergen, un énigmatique baron allemand suspecté par Interpol d’être à la tête d’un réseau de faux-monnayeurs. Lorsque Sophie quitte le baron pour vivre avec Michel, Von Bergen demande à son homme de main, Sforzi (qui a été l’amant de Sophie par le passé), d'user de l'emprise sexuelle qu'il a toujours sur elle pour lui faire réintégrer sa demeure, car il en a fait son unique héritière. Sforzi, convoitant alors la fortune de Von Bergen, va échafauder un plan pour faire revenir Sophie et s’approprier une partie du magot.    

## Fiche technique
- Titre : Sait-on jamais...
- Titre original : Sait-on jamais...
- Réalisation, scénario et dialogue : Roger Vadim
- 1er assistant-réalisateur : Jacques Poitrenaud
- 2e assistant-réalisateur : Bernard Deflandre
- Musique : John Lewis
- Orchestre : John Lewis et le Modern Jazz Quartet
- Direction de la photographie : Armand Thirard
- Cadreur : Louis Née
- Son : Antoine Archimbaud
- Décors : Jean André assisté par Olivier Girard
- Costumes : Pierre Balmain
- Montage : Victoria Mercanton
- Photographes de plateau : Raymond Voinquel, Roger Forster
- Pays d'origine :  France,  Italie
- Langue de tournage : français
- Tournage extérieur : Venise
- Producteur : Léon Carré
- Sociétés de production : Carol Film, Iéna Productions, Union Cinématographique Lyonnaise (UCIL)
- Société de distribution : Cinédis
- Format : couleur par Eastmancolor — son monophonique — 2.35:1 CinemaScope — 35 mm
- Genre : drame, film noir
- Durée : 96 min
- Date de sortie : France - 31 mai 1957

## Distribution
- Françoise Arnoul : Sophie
- Christian Marquand : Michel Lafaurie
- Robert Hossein : Sforzi
- Otto Eduard Hasse : Eric Von Bergen
- Franco Fabrizi : l’inspecteur Busetti
- Franco Andrei (it) : Bernard
- Carlo Delle Piane : Jeannot
- Mario Passante (it) : un inspecteur
- Lyla Rocco : Lisa
- Margaret Rung : la comtesse
- Christian Cazau : Coco
- Venantino Venantini
- Daniel Emilfork

## Distinction
- Berlinale 1957 : sélection officielle en compétition.